# 金沔
金沔（：／，1541年—1593年），字志海，號松庵，朝鮮王朝中期儒學學者。本貫高靈金氏。他是壬辰倭亂期間朝鮮三大義兵長之一。
金沔是慶源府使金世文之子，曾拜李滉門下學習性理學。宣祖在位初年，金沔受趙穆、成渾、鄭逑等人的舉薦，任工曹左郎，但他推辭不受。1592年壬辰倭亂爆發後，他與趙宗道、郭䞭等人在居昌、高靈等地糾集義兵，反抗日本的侵略，並多次擊敗日軍。1593年出任慶尚右道兵馬節度使，集合忠清道、全羅道的義兵對抗日軍，在對陣時病死。追贈兵曹判書兼知義禁府事，於高靈設立道巖祠祭祀。1607年因原從功，追贈吏曹判書。著有《松庵實記》。